# Siphona chaetosa
Siphona chaetosa är en tvåvingeart som först beskrevs av Townsend 1935.  Siphona chaetosa ingår i släktet Siphona och familjen parasitflugor. Inga underarter finns listade i Catalogue of Life.